# Paddys River (Tumbarumba Creek)
Der Paddys River ist ein kleiner Fluss im Südosten des australischen Bundesstaates New South Wales. 
Er entspringt an den Südhängen der Granite Mountain und westlich des Kosciuszko-Nationalparks. Von dort fließt er zunächst nach Süden und dann nach Westen, wo er in den Tumbarumba Creek mündet.
Er durchfließt den Paddys-River-Stausee. Auf seinem ganzen Lauf liegt er in unbesiedeltem Gebiet.